# سيف أباد بزرغ
سيف‌ أباد بزرغ هي قرية في مقاطعة ساوجبلاغ، إيران. عدد سكان هذه القرية هو 5,764 في سنة 2006.